# 王伯沆
王瀣（1871年—1944年9月25日），字伯沆，號冬飲、無想居士，祖籍江蘇溧水。國學大師，愛國耆儒。博通經學、理學、禪學、詩、文、書、畫、篆刻。

## 生平
1871年生於南京。幼聰穎，曾學於端木埰、高子安。
后入鍾山書院，師從文廷式、陳三立、俞明震等人，以才氣見長，博學洽聞。
肄業后，先任南京江南陸師學堂教習，後在上海書局編書。
1908年，受李瑞清之邀，和柳詒等人為兩江師範學堂文科教習。
1911年，辛亥革命爆發後，兩江師範陷於停頓，遂在南京江南圖書館任事，後往蘇州以不惑之年學于黃葆年。
1915年，兩江師範學堂改爲南京高等師範學校，受江謙之邀教授國文，並兼首任國文系主任。南京高師1921年改爲東南大學，1928年改爲中央大學（后又于1949年改名南京大學），仍任教授。
1937年，抗戰爆發，因患中風，不能隨中大遷川，留寧。
1944年9月25日，因病與世長辭。

## 事略
民國時期，王伯沆以講授儒家經典于南京大學而聞名，人稱“王四書”，與柳詒並稱“南雍雙柱”。他講四書五經，說理透闢，生動細緻，旁徵博引，妙語如珠，聽課者往往除文科學生外，理科專業科學生旁聽者甚眾，常常是“室外窗前，皆聽講者也。”
王伯沆是紅學家。他曾用朱、黃、綠、墨、紫五色筆，六次批點《紅樓夢》。“辛亥革命以後，對《紅樓夢》繼續進行評點，用功最深、成就最大要算王伯沆先生了。”
王伯沆是民國年間江南著名詩人。吳梅在《读王伯沆园居诗》中評論道：“我读伯沆诗，盎然古春意。力能驱万牛，尘不惊六辔。探取风雅源，骚魂可檄至...。”
王伯沆的书法自成一格，行书能融入篆隶古朴厚重笔意，兼具北碑雄劲峭拔气象。篆书挺劲苍润，典雅堂皇。與王東培並稱“二王”。
王伯沆執教有年，愛護學生視若已出。弟子俊才甚眾。文史學家高明、教育家張其昀、江南才子盧冀野、國學家潘重規、畫家陳衡恪、史學大師陳寅恪、詞學大師唐圭璋等人都是他的弟子。
抗戰時期，由於中風，行動不便，留在淪陷區，感念國運，每飯罷，即對客言南明時事，聲淚俱下。其時，家庭經濟拮据，每日“兩粥猶不可得”。當局爲了利用他的名望，百般拉攏。汪精衛政府立法院長陳公博也派人送來參事聘書，許以月薪大洋三百，王瀣聲色俱厲地怒斥來人，說道：“余已行將就木之人，可以舍我矣。實不敢見張邦昌、劉豫喪權辱國之舉。”當局利誘不成之後，竟以死威逼。凡此種種，王瀣皆大義凜然，以後閉門不出。國難的傷感，生活的折磨，加之1944年秋染上瘧疾，終於一病不起，臨終前囑咐妻女：“我生不願見日寇，死了，棺材也不願見到這些人。死後不要發喪，棺材不要出門，就把我埋在家中后院。”並囑家人勿接受賣國當局接濟。病逝后，家人遵其遺囑，將其遺體埋在自家後院。抗戰勝利後，1946年國立中央大學複員南京，為他舉行了隆重的追悼會，國民政府也敬送了由蔣介石題書“守道耆儒”的“榮典之璽”金字匾額。

## 書目
王伯沆承太谷學派，守“述而不作”，不願以文章著述行世，生前幾乎沒有著作，學術觀點散見于所批點書籍之中。曾作有《讀四書私記》、《經略臺灣事纂》、《王氏族譜》、《前清四家詞選》、《後四家詞選》、《離騷九歌輯評》、《雙煙室詩詞文集》等，生前卻不願出版。
- 《冬飲叢書》(王綿 搜)
- 《冬飲先生行述》（錢堃新）
- 《王伯沆紅樓夢批語彙錄》（趙國璋、談鳳梁）

## 紀念館
- 王伯沆周法高紀念館（南京中華門東側邊營98號）